# 西岡伸太
西岡伸太（にしおか しんた、1932年 - ）は、日本の写真家。滋賀県草津市生まれ。二科会写真部特別会員。（社）日本写真家協会会員。（社）日本広告写真家協会功労会員。シュピーゲル写真家協会名誉顧問。京都丹平会長。滋賀写真家協会顧問。草映会主宰。
1952年より山沢栄子に師事。以後、琵琶湖やその周辺の写真を撮り続ける。毎日新聞日本写真美術展文部大臣賞、第7回ブルーレーク賞、平成10年度滋賀県文化賞を受賞。
| スタブアイコン | サブスタブ | この項目は、まだ閲覧者の調べものの参照としては役立たない、人物に関連した書きかけの項目です。この項目を加筆・訂正などしてくださる協力者を求めています（P:人物伝/PJ:人物伝）。 |